# 马涅
马涅（法語：Magné，法語發音：[maɲe]）是法国德塞夫勒省的一个市镇，属于尼奥尔区。

## 地理
马涅（46°18'53"N, 0°32'48"W）面积14.8 平方千米，位于法国新阿基坦大区德塞夫勒省，该省份为法国西部内陆省份，北起曼恩-卢瓦尔省，西接旺代省，南至夏朗德省和滨海夏朗德省，东临维埃纳省。
与马涅接壤的市镇（或旧市镇、城区）包括：贝西讷、库隆、弗龙特奈罗昂罗昂、尼奥尔、桑赛。

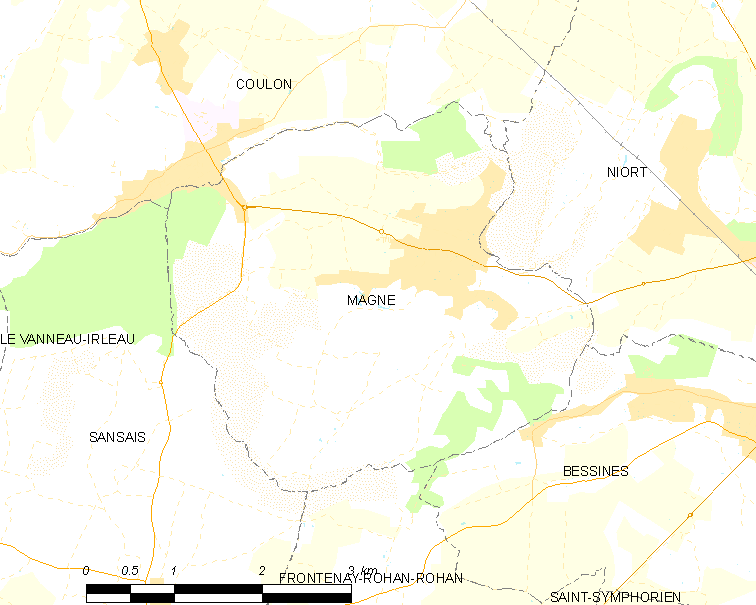
马涅的OSM定位图

马涅的时区为UTC+01:00、UTC+02:00（夏令时）。

## 行政
马涅的邮政编码为79460，INSEE市镇编码为79162。

## 政治
马涅所属的省级选区为弗龙特奈罗昂罗昂县。

## 人口

1962-2008年间马涅人口变化图示

马涅于2022年1月1日时的人口数量为2708人。